# Entamoeba coli
L'Entamoeba coli è un parassita non patogeno del genere Entamoeba che è presente nel tratto gastrointestinale come parassita commensale.
Vive nel lume dell'intestino crasso ed è una vorace divoratrice, ma raramente si ciba delle cellule dell'ospite. 
Questa ameba è trasmessa sotto forma di cisti che vengono ingerite col cibo o con l'acqua e che sono in grado di sopravvivere all'azione acida dei succhi gastrici.